# Мопас (Жер)
Мопа́с (фр. Maupas) — коммуна во Франции, находится в регионе Юг — Пиренеи. Департамент — Жер. Входит в состав кантона Казобон. Округ коммуны — Кондом.
Код INSEE коммуны — 32246.

## География
Коммуна расположена приблизительно в 590 км к югу от Парижа, в 130 км западнее Тулузы, в 65 км к западу от Оша.
На юго-западе коммуны протекает река Миду.

## Климат
Климат умеренно-океанический. Лето жаркое и немного дождливое, температура часто превышает 35 °С. Зимой часто бывает отрицательная температура и ночные заморозки. Годовое количество осадков — 700—900 мм.

## Население
Население коммуны на 2010 год составляло 192 человека.
| 1962 | 1968 | 1975 | 1982 | 1990 | 1999 | 2010 |
| ---- | ---- | ---- | ---- | ---- | ---- | ---- |
| 288  | 265  | 239  | 225  | 206  | 212  | 192  |

## Администрация
| Период | Период | Фамилия      | Партия | Примечания |
| ------ | ------ | ------------ | ------ | ---------- |
| 2001   | 2020   | Мишель Деман |        |            |

## Экономика
В 2010 году среди 116 человек трудоспособного возраста (15-64 лет) 97 были экономически активными, 19 — неактивными (показатель активности — 83,6 %, в 1999 году было 81,3 %). Из 97 активных жителей работали 91 человек (54 мужчины и 37 женщин), безработных было 6 (3 мужчин и 3 женщины). Среди 19 неактивных 2 человека были учениками или студентами, 11 — пенсионерами, 6 были неактивными по другим причинам.